# باشگاه بهشت
باشگاه بهشت (به انگلیسی: Club Paradise) فیلمی محصول سال ۱۹۸۶ به کارگردانی هارولد رامیس است. در این فیلم بازیگرانی همچون رابین ویلیامز، پیتر اوتول، ریک مورانیس، جیمی کلیف، توییگی، آدولف سزار، یوجین لوی، جوانا کسیدی، آندره‌آ مارتین، بروس مک‌گیل، کاری لوول و هارولد رامیس ایفای نقش کرده‌اند.

## خلاصه داستان
«جک مونیکر» مأمور آتش‌نشانی شیکاگو پس از مجروح شدن در یک عملیات بازنشسته شده و به جزیره‌ای کوچک در دریای کارائیب می‌رود. در جزیره او با «ارنست رید» مالک یک اقامتگاه دوست می‌شود و..